# Patio Sevilla

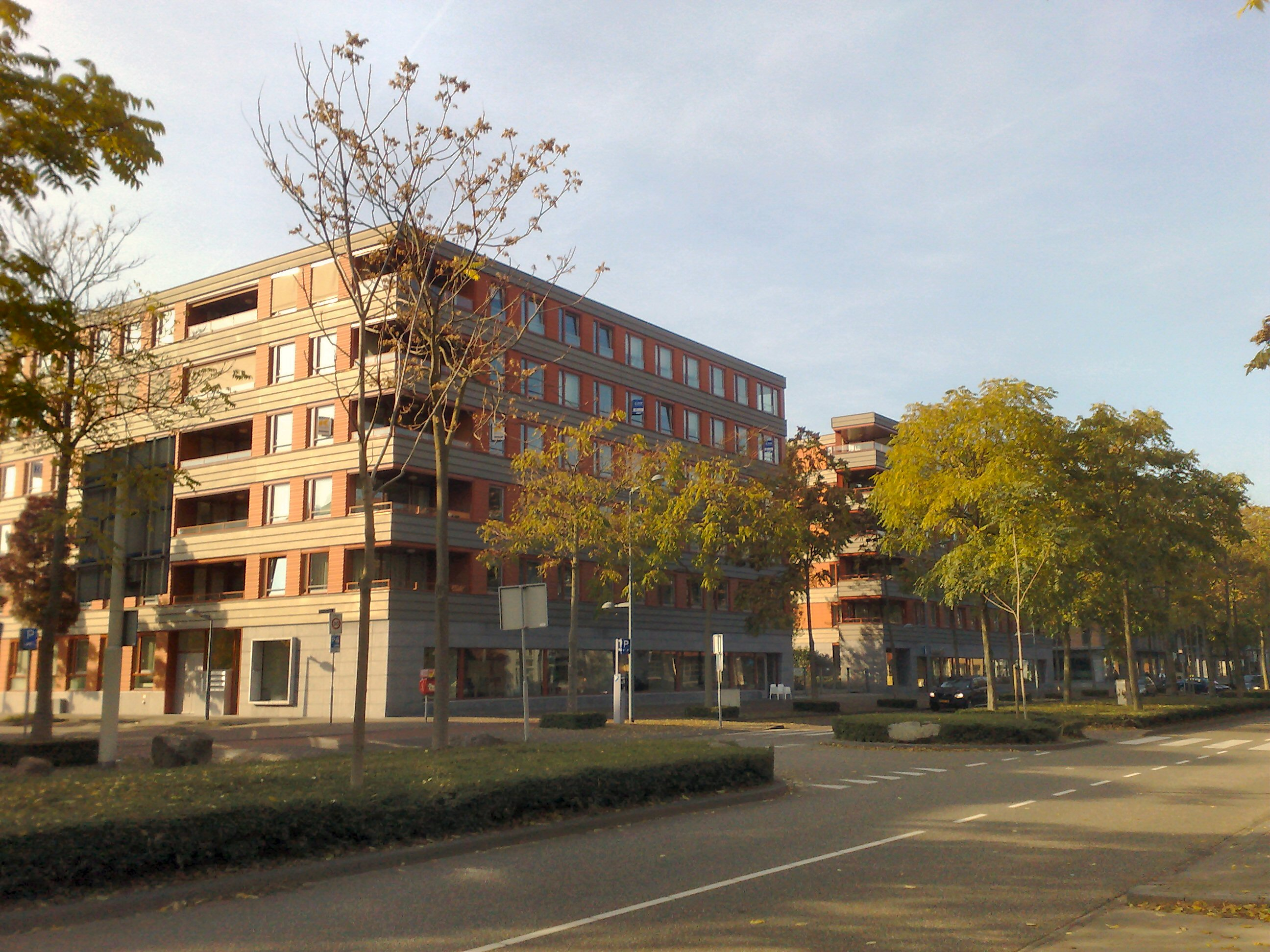
Patio Sevilla aan de Avenue Céramique

Patio Sevilla is de naam van een appartementencomplex in de wijk Céramique in de Nederlandse stad Maastricht. Het complex verwierf op 24 april 2003 bekendheid door het zogenaamde 'balkondrama'. Door het instorten van een vijftal balkons van de appartementen kwamen twee personen om het leven.
Het complex ligt aan de Avenue Céramique in het zuidelijk deel van de wijk, naast de Wiebengahal, een relict uit het industriële verleden van het gebied. Het gebouw wordt verder omsloten door de straten Daemslunet, Bellefroidlunet en Levignelunet. Het complex werd in 1999 ontworpen door het Spaanse architectenbureau Cruz y Ortiz, dat later bekendheid verwierf door de tien jaren durende verbouwing van het Rijksmuseum Amsterdam. Het complex werd opgeleverd in 2002 en bestaat uit 97 appartementen gerangschikt over zes woonlagen rondom een binnentuin. De tuin was voorheen vanaf de straat op drie plaatsen toegankelijk, maar werd op verzoek van de bewoners afgesloten. Aan de Avenue Céramique bevinden zich twee winkelruimtes.

## Balkondrama

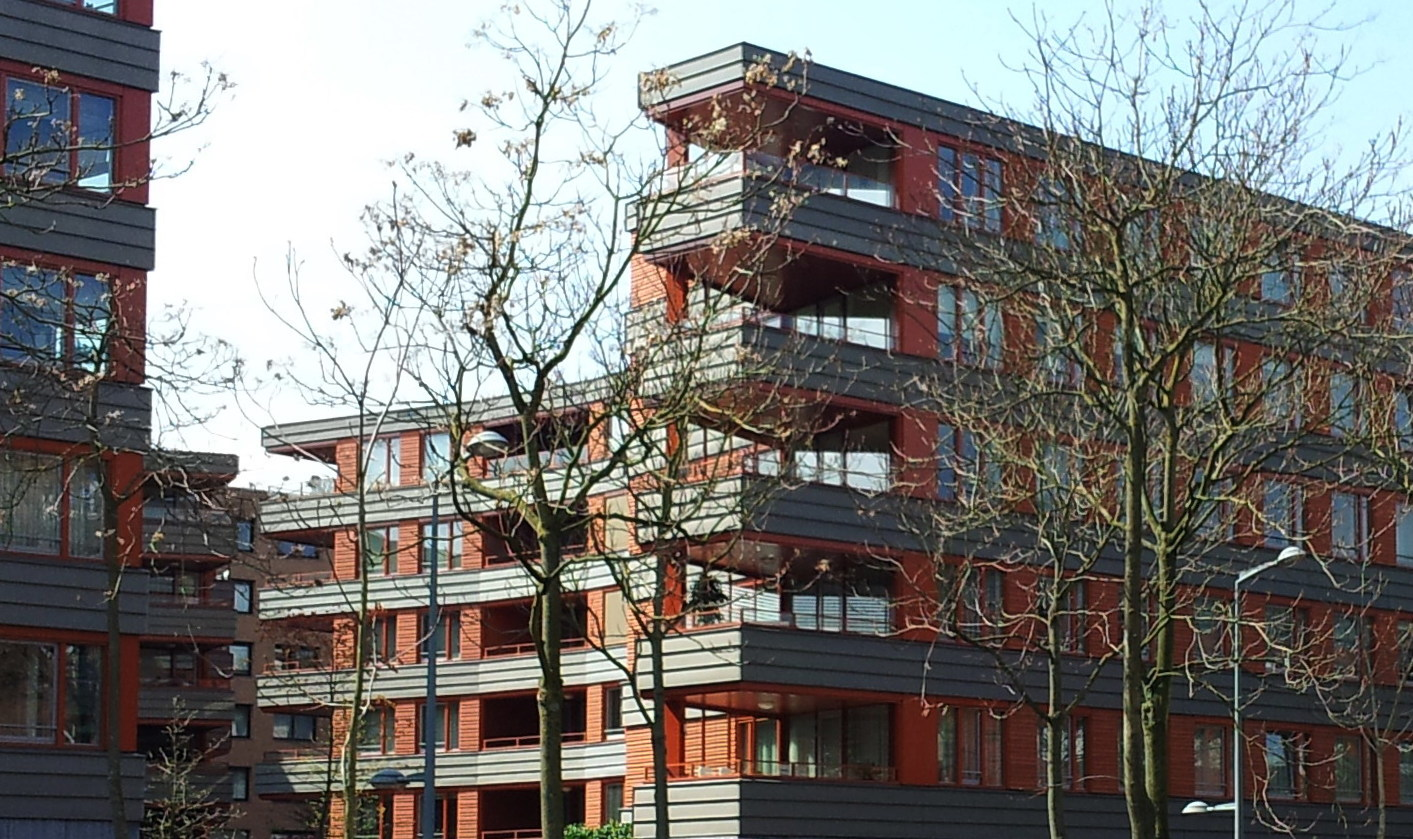
De gewraakte balkons, na versteviging

Op 24 april 2003 kwamen vijf balkons aan de zijde van de Bellefroidlunet/Daemslunet, door naar later bleek een constructiefout, naar beneden, waarbij twee personen die op dat moment op een van de balkons stonden, om het leven kwamen. Na uitgebreid onderzoek bleek de dragende kolom van de balkons niet deugdelijk te zijn geconstrueerd, waardoor deze kon afbreken. Bij het herstel werden niet alleen de afgebroken balkons heropgebouwd en de constructie hiervan verbeterd. Ook de constructie van vrijwel alle andere balkons in het complex werd aangepast, waardoor er in plaats van de drie oorspronkelijke bevestigingspunten nu vier steunpunten zijn.
In 2007 deed de rechtbank uitspraak in de zaak tegen drie partijen die bij de constructie van de balkons waren betrokken. Een van hen kreeg een geldboete opgelegd. Zowel de veroordeelde partij als het Openbaar Ministerie tekende beroep aan tegen het vonnis. In 2008 trok zowel de veroordeelde partij als het OM het hoger beroep in, waarmee de veroordeling definitief was.